# Hôtel Pieper
L'Hôtel Pieper est un bâtiment de style Art déco édifié par l'architecte Georges Dedoyard à Bruxelles en Belgique.

## Localisation
L'Hôtel Pieper occupe l'angle des avenues Franklin Roosevelt et des Phalènes, dans ce qu'il est convenu d'appeler l'extension sud de Bruxelles-ville, à quelques dizaines de mètres au sud de la Maison Blomme, de la Maison Émile Janson, de la Maison Henoul et de la Maison Julius Hoste.
Il est plus précisément situé au numéro 90 de l'avenue Franklin Roosevelt, en face de la villa de style  Art nouveau « Le Château » construite en 1904 par Léon Delune au numéro 86,,,.

## Historique
Le commanditaire de cet hôtel de maître venait de la Cité ardente et a donc engagé un jeune architecte liégeois. 
L'édifice est construit en 1930-1932 le long de l'avenue des Nations (artère qui sera rebaptisée en avenue Franklin Roosevelt en 1945 juste après la victoire des Alliés) par l'architecte liégeois Georges Dedoyard dans un style Art déco encore teinté de Sécession viennoise,,,,.

## Statut patrimonial
L'édifice figure à l'Inventaire du patrimoine architectural de la Région de Bruxelles-Capitale sous la référence 16153. Certaines parties de l'immeuble, à savoir la façade, la toiture, le vestibule, le hall d'entrée, la cage d'escalier principale ainsi que le jardinet privatif et les balustrades, sont classés comme monument depuis le 8 juin 2023.

## Architecture
L'hôtel Pieper est un hôtel de maître Art déco avec toiture-terrasse en retrait.
« Par rapport à l'éclectisme et au style Beaux-Arts, l'Art déco n'occupe qu'une place moindre sur l'avenue Franklin Roosevelt et ses rues adjacentes »:  « Encore empreint de l'inﬂuence du palais Stoclet », l'hôtel Pieper figure « parmi les plus belles œuvres relevant de ce style ».
« La composition des façades, originale et bien équilibrée, s'allie à une organisation intérieure simple et spacieuse et à l'usage de matériaux luxueux ».
L'Hôtel Pieper est un bâtiment d'angle qui présente une élévation de trois niveaux : les deux niveaux inférieurs sont parementés de plaques en pierre d'Euville (avec un soubassement en pierre bleue au rez-de-chaussée) tandis que le dernier niveau, qui est en retrait, est couvert de granito.
À l'angle des avenues Franklin Roosevelt et des Phalènes, le bâtiment présente un pan coupé composé aux deux premiers niveaux de deux travées jumelées obliques séparée par un haut pilastre orné de carreaux en céramique de couleur verte aux reflets irisés et sommé d'une sculpture figurant une corbeille de fleurs et de fruits stylisés. Ces travées jumelées sont ornées à leur sommet d'une frise de céramique (semblable à une frise de dents d'engrenage) et surmontées d'un balcon précédant le deuxième étage, qui est en retrait.
De part et d'autre du pan coupé, les façades sont très asymétriques, avec une seule travée le long de l'avenue des Phalènes (face à la villa de style  Art nouveau construite par Léon Delune) et cinq travées de composition irrégulière du côté de l'avenue Franklin Roosevelt.
La façade occidentale, tournée vers l'avenue Roosevelt, présente une travée d'entrée percée d'une porte métallique sous auvent, surmontée d'une remarquable composition constituée d'une baie d'imposte, d'une porte-fenêtre et d'un grand bas-relief figurant le soleil dardant ses rayons sur la mer. Cette composition est bordée de frises de céramique de couleur verte aux reflets irisés.
Comme le pan coupé, les deux façades latérales sont ornées à leur sommet d'une frise de céramique et surmontées d'un balcon et du deuxième étage, qui est en retrait.

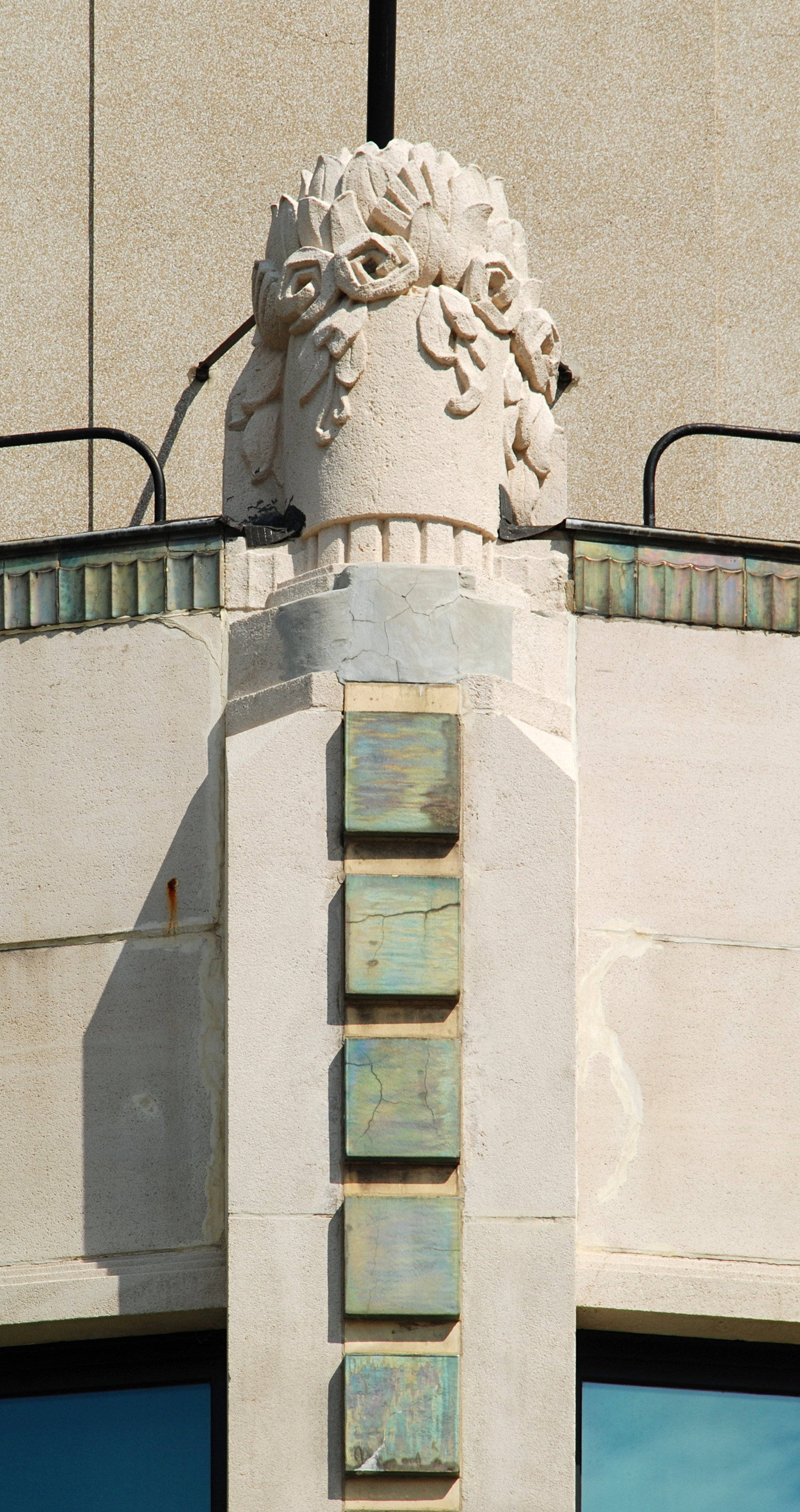
Pilastre du pan coupé.
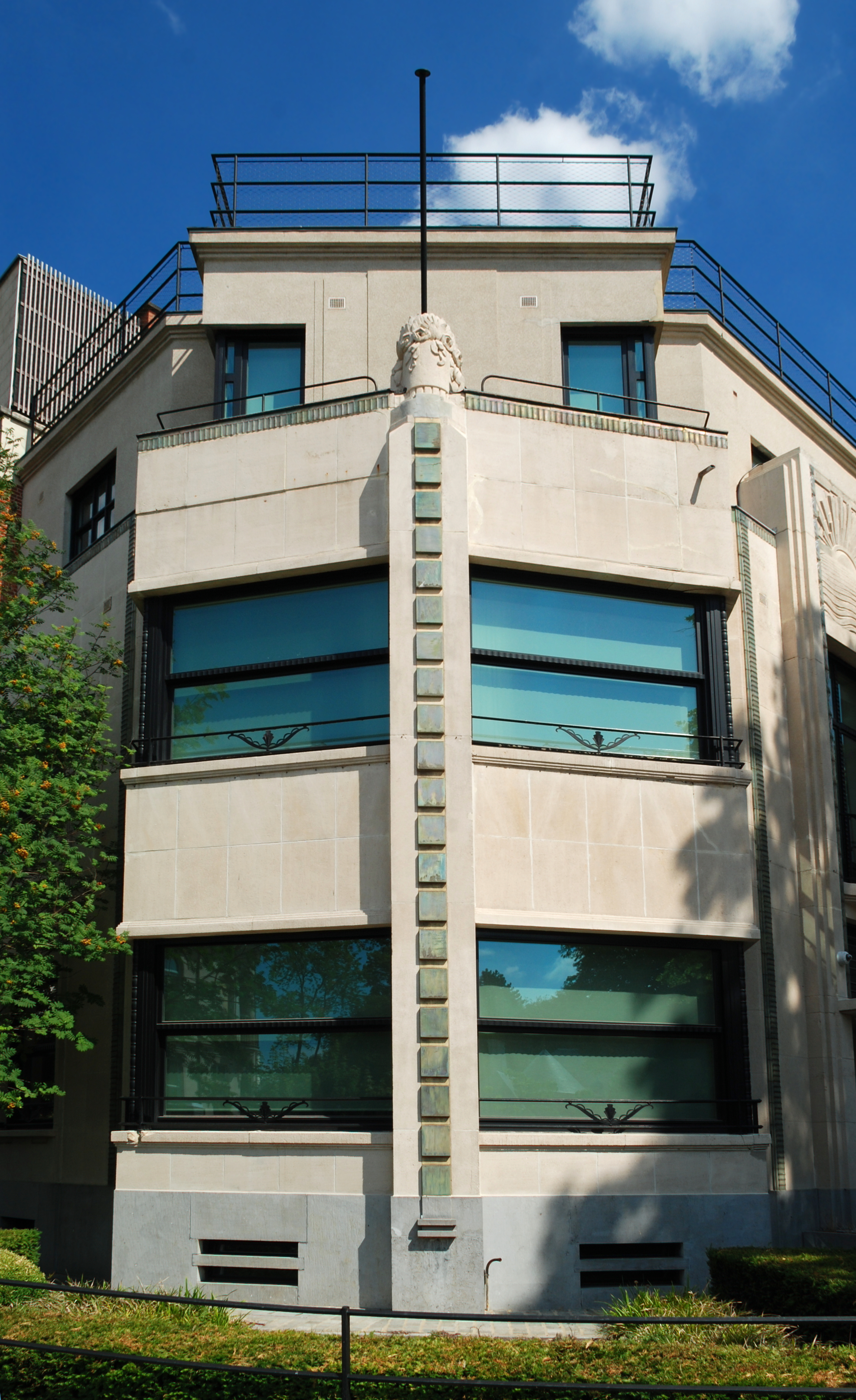
Pan coupé.
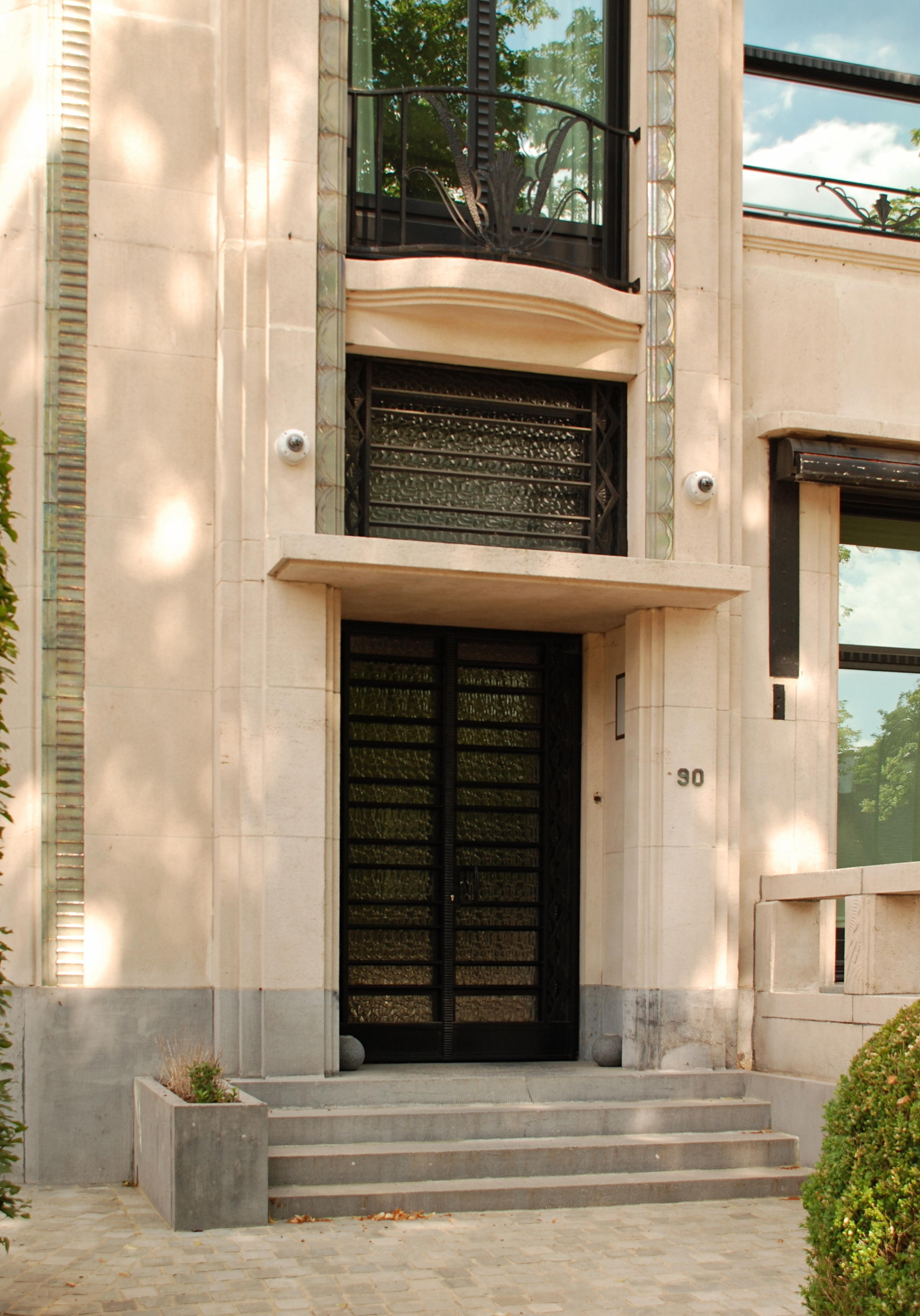
Porte d'entrée.
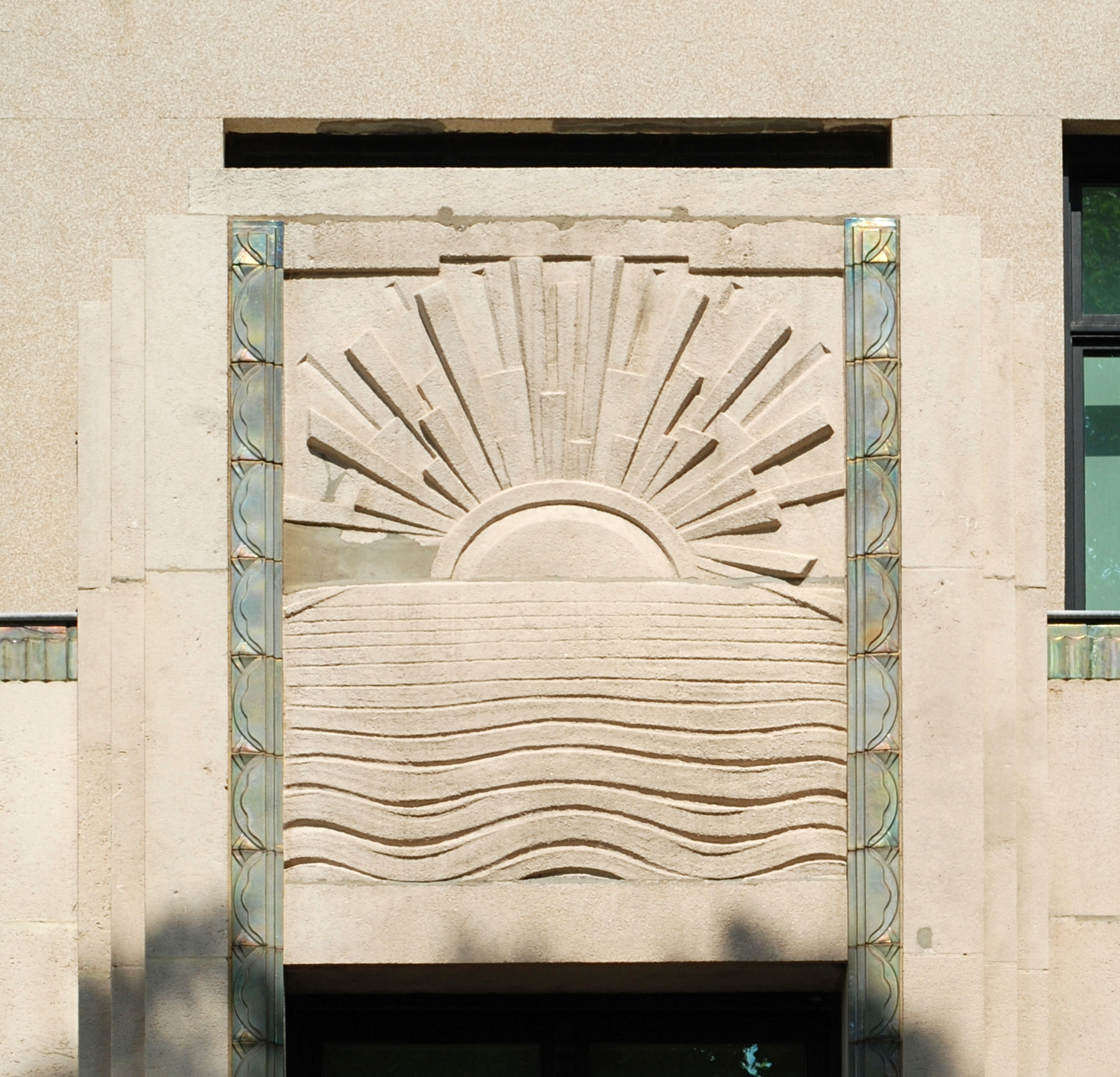
Bas-relief au-dessus de l'entrée.